# Luisa Lallana
Luisa Lallana (1910 - 8 de mayo de 1928, Rosario, provincia de Santa Fe) fue una obrera portuaria, activista anarquista afiliada de la Federación Obrera Regional Argentina (FORA), víctima de la represión obrera en el puerto de Rosario.

## Breve reseña
Luisa Lallana había nacido a comienzos de 1910, en Rosario. Era una obrera que trabajaba como bolsera en uno de los talleres que había cerca del puerto de la ciudad, ubicado en lo que se denominaba el barrio "Mataderos", actual barrio Tablada. Muchas mujeres obreras trabajaban en esta actividad que consistía en coser bolsas de arpillera que se usaban para guardar el cereal.
En aquella Rosario de principios de siglo XX las malas condiciones laborales y el hacimiento en los conventillos provocaron un creciente descontento entre los trabajadores, impulsándolos a organizarse en sociedades de ayuda mutua, gremios y sindicatos que reforzaron sus exigencias de cambios y mejoras salariales. Aunque algunas de estas organizaciones se indentificaban con el socialismo, la masonería o el catolicismo; las ideas anarquistas fueron las que más resonaron entre ellos. Para ese entonces, Luisa abrazaba las ideas anarquistas que mayormente traía de sus padres, y de su hermano Bernardo, estibador del puerto.

## Huelga y asesinato
El 2 de mayo de 1928 se inicia una huelga de estibadores en el Puerto de Rosario después de años de tibia actividad sindical. Este conflicto estuvo motivado por el deterioro de las condiciones de trabajo producidas por la imposición de la parte empresarial, principalmente compuesta por las casas exportadoras, de introducir o contratar personal afín. En tal sentido, las patronales, que estaban vinculadas a la Asociación del Trabajo y la Liga Patriótica Argentina, intentaban quitar lugar y desplazar a los trabajadores sindicalizados. Estos eran apoyados por un “Comité de Mujeres de Portuarios". Estas últimas, el 8 de mayo resolvieron distribuir un volante en las inmediaciones del puerto. En esta acción participó Luisa Lallana junto con Rosa Valdez, otra trabajadora del establecimiento industrial Mancini, donde se dedicaban a coser bolsas de arpillera para embolsar cereal destinado a la exportación. Por su parte, Luisa también se encontraba apoyando a su hermano Bernardo, quien era estibador y se encontraba en huelga. Estas se encontraban repartiendo una declaración en apoyo a los estibadores que decía: 
Compañeros, nadie mejor que nosotras debemos apoyar esta huelga hasta ver coronadas nuestros esfuerzos, nadie como nosotras que sentimos el dolor en carne propia al ver que nuestras compañeras están en este conflicto y que sufren moral y materialmente. Adelante compañeros y compañeras. A luchar hasta vencer, aunque para ello tengamos que sufrir.
En un momento, un rompehuelgas llamado Juan Romero, que había sido reclutado en Avellaneda increpo a Luisa Lallana y trató de evitar que esta continuara con la distribución del manifiesto, disparándole un tiro en la frente. Supuestamente, esta acción la hizo a instancias de Tiberio Podestá, quien fue acusado de ser instigador directo del asesinado y sindicado también por la prensa y los gremios como miembro de la Liga Patriótica. A las horas, la joven falleció, provocando la indignación en toda la ciudad y el decreto la huelga general. 
La FORA, el Partido Comunista y la Federación Obrera Local Rosarina llamaron a la huelga general para el día siguiente. Nadie trabajó esa jornada, los seis mil obreros portuarios, realizaron una manifestación imponente, que fue reprimida por la policía. La agitación y el clima que se vivía en la ciudad, llevó a que ese día atracara en el puerto el explorador torpedero “Córdoba” y el cañonero “Independencia”, para reforzar la acción de la Subprefectura Marítima.

## Entierro
Luisa Lallana, tenía 18 años y fue velada en el domicilio de sus padres, Cerillo 158 bis. Tres horas antes del sepelio sus restos fueron trasladados a la sede de la Sociedad de Estibadores, en calle Chacabuco 1937. La manifestación que acompañó al féretro fue imponente, con más de 10.000 obreros, la policía reprimió el traslado hasta el cementerio La Piedad.   De esa manera, Luisa Lallana, pasó a integrar la lista de mártires de la clase obrera de Rosario, que se había iniciado cuando fuera asesinado Cosme Budislavich, durante el conflicto que en 1901, llevaron adelante los obreros de la Refinería Argentina del Azúcar.

## Homenajes
En noviembre de 2016 una calle de la ciudad de Rosario lleva su nombre. 